# Tainara Santos
Tainara Lemes Santos (Jandira, 9 de março de 2000), é uma voleibolista indoor brasileira, atuante nas posições de oposta e ponteira. Atualmente defende o Shanghai na China.

## Carreira

### Clubes
Nascida em Jandira, São Paulo, começou a atuar profissionalmente aos 17 anos pelo clube de Barueri, antes patrocinado pela Hinode e hoje pelo time do São Paulo. Seu ataque e seu bloqueio podem alcançar, respectivamente, 3,06m e 2,89m.
Em 2019 fez história ao vencer o campeonato paulista, atuando pelo time de Barueri.
Na Superliga 2020/2021 atuou pelo time de Osasco e tornou-se bicampeã paulista ao vencer o time de Bauru nas finais.
Para a temporada 2021/2022, assinou com o Dentil/Praia Clube, e no dia 23 de fevereiro de 2022, apesar da derrota do time do Praia Clube para o Sesc/Flamengo, foi a maior pontuadora do jogo, com 31 pontos (1 de saque, 26 de ataque e 4 de bloqueio). Ficou três anos no Praia Clube, sagrando-se campeã da Superliga 2022-23 e bicampeã do Sul-Americano, deixando o time ao final da temporada 2023-24 para assinar com o Shangai, da China.

### Seleção Brasileira
Em 2019, Tainara foi revelação, sendo convocada pela primeira vez pela seleção adulta de vôlei, conseguindo a medalha de prata na Liga das Nações.
Em 2022, foi convocada para Seleção Brasileira adulta, pelo técnico José Roberto Guimarães, para participar do  Campeonato Mundial em Apeldoorn, na Holanda. Foi juntamente com a chinesa Li Y.Y. a maior pontuadora do jogo contra a China, com 22 pontos. Terminaria o torneio como vice-campeã com após perder a final para a Sérvia por 3 sets a 0.
Em outubro de 2023, foi convocada para os Jogos Pan-Americanos de 2023, em Santiago, capital do Chile. Sendo entre as jogadoras, a única jogadora que já participou de alguma edição dos jogos Pan-Americanos. Conquistou a medalha de prata.
Tainara foi parte da seleção que jogou os Jogos Olímpicos de Verão de 2024, em Paris, França, ganhando a medalha de bronze.

## Clubes
| Clube                 | País   | De   | Até  |
| --------------------- | ------ | ---- | ---- |
| ADC Bradesco          | Brasil | 2015 | 2016 |
| Barueri Vôlei         | Brasil | 2016 | 2020 |
| São Cristóvão/Osasco  | Brasil | 2020 | 2021 |
| Dentil/Praia Clube    | Brasil | 2021 | 2024 |
| Shanghai Bright Ubest | China  | 2024 | 2025 |
| Sesc/Flamengo         | Brasil | 2025 |      |

## Títulos e resultados

### Seleção Brasileira
- Vice-campeã do Campeonato Mundial - 2022
- Vice-campeã da Liga das Nações da FIVB 2019 e Liga das Nações da FIVB 2025
- Campeã Sul-Americana sub-20 2018[10]
- Campeã Sul-Americana sub-18 2016[11]
- Campeão Sul-Americana 2023

### Dentil/Praia Clube
- Campeonato Sul-Americano de clubes de voleibol:2021
- Campeonato Mineiro 2021
- Supercopa Brasileira de Voleibol de 2021
- Superliga Brasileira Aː2021-22
- Campeonato Mineiroː2022
- Campeonato Sul-Americano de clubes de voleibol:2022
- Copa Brasil: 2023
- Superliga Brasileira Aː2022-23
- Campeonato Sul-Americano de clubes de voleibol:2023
- Campeonato Mineiro 2023
- Supercopa Brasileira de Voleibol de 2023
- Campeonato Mundial de clubes de voleibol:2023
- Copa Brasil de 2024

### São Cristóvão/Osasco
- Campeonato Paulista 2020[12]
- Superliga 2020/2021[13]
- Copa Brasil 2021

### São Paulo/Barueri
- Campeonato Paulista 2019[14]

### Hinode/Barueri
- Campeonato Paulista 2018
- Campeonato Paulista 2017[15]

## Premiações individuais
- MVP do Campeonato Sul-Americano Sub-18 de 2016[11]
- Melhor ponteira do Campeonato Sul-Americano Sub-20 de 2018[10]
- Maior pontuadora do Campeonato Mundial de Clubes de 2023